# Liste der Monuments historiques in Eysson
Die Liste der Monuments historiques in Eysson führt die Monuments historiques in der französischen Gemeinde Eysson auf.

## Liste der Objekte
| Bezeichnung                                   | Beschreibung                                   | Standort                        | Kennzeichnung | Schutzstatus | Datum | Bild |
| --------------------------------------------- | ---------------------------------------------- | ------------------------------- | ------------- | ------------ | ----- | ---- |
| Antependium                                   | Holz, 18. Jahrhundert                          | in der Kirche St-Georges (Lage) | PM25002091    | Inscrit      | 1999  |      |
| Kirchenbank und Wandvertäfelung des Chorraums | Holz, 18. Jahrhundert                          | in der Kirche St-Georges (Lage) | PM25002092    | Inscrit      | 1999  |      |
| Beichtstuhl                                   | Holz, 18. Jahrhundert                          | in der Kirche St-Georges (Lage) | PM25002093    | Inscrit      | 1999  |      |
| Taufaltar                                     | Retabel; Holz, 18. Jahrhundert                 | in der Kirche St-Georges (Lage) | PM25002094    | Inscrit      | 1999  |      |
| Supraporte                                    | Fragment eines Retabels; Holz, 18. Jahrhundert | in der Kirche St-Georges (Lage) | PM25002095    | Inscrit      | 1999  |      |
| Sechs Altarleuchter                           | Bronze, 18. Jahrhundert                        | in der Kirche St-Georges (Lage) | PM25002096    | Inscrit      | 1999  |      |
| Kanzel                                        | Holz, 18. Jahrhundert                          | in der Kirche St-Georges (Lage) | PM25002097    | Inscrit      | 1999  |      |